# Gustavo Álvarez Martínez
Gustavo Adolfo Álvarez Martínez, (Tegucigalpa, M.D.C., 1937 - Tegucigalpa, 25 de enero de 1989) fue un militar y político hondureño, jefe de la Policía Nacional (entonces FUSEP) y luego jefe de Estado Mayor Conjunto de las Fuerzas Armadas de Honduras entre 1981 a 1984, cuando se le atribuye la creación del Batallón 3-16.
Fue un ferviente anticomunista, cercano al Presidente Suazo Córdova y aliado de las políticas anticomunistas estadounidenses en Centroamérica. Fue separado de su cargo en 1984 y enviado a Costa Rica. Partió a Estados Unidos, regresando a Honduras en 1988, donde fue asesinado sin un total esclarecimiento sobre sus autores intelectuales.

## Biografía
Hijo de padres hondureños, nació en Tegucigalpa, capital de Honduras, donde realizaría sus estudios primarios y secundarios. Seguidamente ingresó a la Academia Militar de la cual regresó como suboficial del ejército hondureño. Luego se trasladaría a la Argentina, donde realizaría estudios militares en su Colegio Militar de la Nación, graduándose en 1961.

### Jefe militar
En el mes de enero de 1981, el entonces coronel Gustavo Álvarez Martínez, que era Jefe de la Policía o Fuerza de Seguridad Pública (FUSEP) es ascendido a General de Brigada. En enero de 1982, con el comienzo de la era democrática, y luego de haber ganado las elecciones generales el candidato del Partido Liberal, el doctor Roberto Suazo Córdova, Álvarez Martínez asume el cargo de comandante de las Fuerzas Armadas, ante la percepción de una amenaza revolucionaria de izquierda. Su nombramiento representó, para algunos observadores, la continuidad del poder militar en la vida política del país. Álvarez Martínez contaba con una elevada reputación profesional tanto en Honduras como en Estados Unidos, países aliados en la lucha contra el comunismo en Centroamérica. Llegó a formar una estrecha alianza con el presidente Suazo Córdova, motivada por su deseo de eliminar potenciales rivales dentro del Partido Liberal. Álvarez Martínez era un ferviente anticomunista que se había comprometido intensamente con el derrocamiento del gobierno sandinista en Nicaragua, participando directamente en la asistencia y formación de la Resistencia Nicaragüense Contras. También se comprometió a eliminar las pequeñas organizaciones guerrilleras marxistas que se habían formado en Honduras.
Durante su gestión como jefe de las Fuerzas Armadas se iniciaron negociacones con Estados Unidos, el 31 de marzo de 1982, para adquirir los derechos de la base militar en Honduras. En abril, Álvarez Martínez fue ascendido a General de Brigada. En mayo se proporciona acceso de EE. UU. a las bases aéreas de Palmerola, Golosón y La Mesa. En septiembre de 1983, Álvarez firma un acuerdo secreto en Washington para establecer el Centro Regional de Entrenamiento Militar (CREM) en Puerto Castilla.

### Batallón 3-16
A Álvarez Martínez se le atribuye la creación del Batallón 3-16, una rama del ejército acusada de desempeñarse como escuadrón de la muerte, con la finalidad de combatir la expansión del comunismo en Centroamérica y de las fuerzas rebeldes antigubernamentales, entre ellas el FSLN (Frente Sandinista de Liberación Nacional) de Nicaragua y el FMLN (Frente Farabundo Martí para la Liberación Nacional) en El Salvador y Guatemala, que ayudaban de una u otra forma a los guerrilleros hondureños minoritarios. Entre estos grupos guerrilleros hondureño estaban el Frente Popular Revolucionario López Zelaya y el Movimiento Revolucionario Francisco Morazán, en su mayoría compuestos por campesinos y estudiantes.
Al iniciarse el reclutamiento del Batallón 3-16 fueron escogidos 25 reclutas hondureños, los cuales recibieron entrenamiento de inteligencia encubierta en una ubicación no identificada del suroeste de los Estados Unidos de América. Allí recibieron instrucción en técnicas de interrogatorios y supervisión, dadas por instructores estadounidenses. Estos hombres regresaron a Honduras a trabajar en el Batallón 3-16 y continuaron su entrenamiento con la asesoría de instructores argentinos y norteamericanos. El Batallón 3-16 empleaba un Modus operandi que se asemejaba a las tácticas de los escuadrones de la muerte en Argentina. Los oficiales hondureños que participaban en el Batallón 3-16 no solo recibieron un extenso entrenamiento militar estadounidense,  sino que también eran oficiales de la línea dura que compartían la visión geopolítica de los EE. UU. De esta forma, el ejército hondureño se integraba a un aparato militar hemisférico controlado por los EE. UU.

### Doctrina de seguridad nacional
Además de este escuadrón de contra inteligencia, Álvarez negoció con el entonces embajador de los Estados Unidos de América, John Dimitri Negroponte, la ayuda militar mediante la DSN (Doctrina de la seguridad nacional). Organizando para ello, los ejercicios conjuntos entre militares estadounidenses y hondureños, que comenzaron en Puerto Lempira, con una afluencia de 4000 soldados locales y cientos de estadounidenses. Estos ejercicios costaron entre 10 y 30 millones de dólares estadounidenses. Para 1984 la ayuda económica de Washington hacia los militares fue de US$ 4 millones de dólares en el año fiscal de la década de los ochenta y alrededor de US$ 77,5 millones de dólares en total. La ayuda militar se disparó de US$ 3,9 millones en 1980 a US$ 77,5 millones en 1984, reduciéndose en 1989 a US$ 41,1 millones, a US$ 2,7 millones en 1993 y a solo US$ 425.000 en 1997. A lo que el Departamento de Defensa de los Estados Unidos anunció que enviaría alrededor de 33,000 elementos más, a lo sumo se construyeron y habilitaron unos 4 aeródromos, unas 450 millas cuadradas de campos militares y una base especial que servía como centro de operaciones tanto para el comando "US ARMY", como para la CIA, conocida como Palmerola, en Comayagua. 
Lo negativo de todo esto, fue que unos 12,000 campesinos hondureños, se habían quedado sin tierras para labrar. Aparte de ello fue la creación de la “temible” Base militar aérea El Aguacate, centro de operaciones y tortura de los agentes secretos estadounidenses, nicaragüenses y locales, próxima a la frontera con Nicaragua y utilizada como base de entrenamiento por los “contras”. En las postrimerías del gobierno del Doctor Suazo Córdova, en el mes de enero de 1986 una fuerte ofensiva de guerrilleros (5,6000 combatientes) nicaragüenses se introdujeron en territorio hondureño, tomándose alrededor de veinte poblados en un área de más o menos 279 kilómetros cuadrados dentro de los departamentos de El Paraíso y Olancho. Las consecuencias de los encontronazos armados entre "contras" y "guerrilla" fueron devastadores para la sociedad hondureña en su totalidad, que vivía en el temor. Se decretaron toques de queda, los ciudadanos no se podían reunir por las noches, había patrullas de policías secretos y militares por las ciudades principales. Un civil no podía dejarse crecer la barba y el cabello, los reclutamientos para los mayores de 18 años eran obligatorios y los menores que caían en redadas eran trasladados a los batallones próximos.

### Defenestración
El 31 de marzo de 1984, el General Álvarez Martínez fue separado de la comandancia de las Fuerzas Armadas de Honduras mediante un golpe militar, arrestado y mandado a San Pedro Sula, y luego hacia San José, Costa Rica. Poco después fueron también arrestados varios coroneles del círculo más próximo a Álvarez. En su lugar se nombró al general Walter López Reyes, un coronel de aviación de la Fuerza Aérea Hondureña y sobrino del expresidente Oswaldo López Arellano. Con el general Walter López Reyes, la fuerza bruta empleada fue sustituida por métodos más sofisticados, resultando en una creciente oposición política nacional.
El ex-General Álvarez Martínez partió junto a su familia con destino a Miami, Estados Unidos, donde fue recibido por autoridades estadounidenses, quienes le brindaron el hospedaje requerido. Allí residió por espacio de cuatro años, hasta el 9 de abril de 1988, por un lado, por una propuesta de Washington para regresar como asesor de investigaciones de los organismos de la ley, ya que en Centroamérica, en especial, en Honduras, el tema del narcotráfico comenzaba a agudizarse y dadas las grandes influencias que Álvarez tenía en Centroamérica, era de vital importancia para los Estados Unidos tener un aliado que les ayudara a cortar esas redes. Además las cosas estaban en una paz con los otros estados centroamericanos y habiéndose realizado cambios democráticos, el ex general realizó en esos cuatro años de estadía informes sobre sus gestiones como comandante de las Fuerzas Armadas de Honduras. Había cambiado totalmente su vida, ya que había ingresado a la Iglesia del Nazareno, que estaba inconforme con su vida anterior. Decía que se sentiría mejor en su país, al cual amaba, además en Washington su calidad de vida no era mejor.

## Asesinato
Gustavo Álvarez Martínez, llegó a Tegucigalpa, Honduras, el 9 de abril de 1988 bajo intensas y estrictas medidas de seguridad. Al día siguiente dio su primera declaración a un periodista de la agencia ACAN-EFE, afirmando que no temía por su vida porque era cristiano, y que si alguien lo acusaba de algo, lo demostrara en los tribunales y no anduviera hablando tonteras en la calle: Así como Dios me sacó de Honduras, porque fue por su voluntad que perdí mi trabajo y mi carrera, por su misma voluntad regreso al país, afirmó.
En la mañana del 25 de enero de 1989, Álvarez Martínez salió de su residencia en la colonia Florencia Norte con rumbo a la casa de su hermano para que lo acompañase a comprar una Biblia. Iba en automóvil, acompañado de su chofer y del costarricense Adolfo Abreu. Se detuvieron un momento a la altura del boulevard Suyapa, instante que aprovecharon un grupo de personas con apariencia de técnicos en servicio de reparaciones de la empresa estatal de energía eléctrica, armados con subametralladoras, quienes abrieron fuego al vehículo. Testigos presenciales afirman que eran cinco o seis hombres que viajaban en una camioneta verde con ametralladoras Uzi. El exmilitar recibió varios proyectiles, falleciendo de camino al hospital, mientras que su chofer murió al instante.
Más tarde, el Movimiento Popular de Liberación Nacional "Cinchoneros" emitió un comunicado atribuyéndole la acción a su comando "Lempira", en un acto de reivindicación «a los mártires hondureños y centroamericanos caídos en la lucha por la liberación completa» de Honduras.
Al cerrar las investigaciones sobre el atentado se llegó a las siguientes conclusiones:
1. Al menos un elemento de inteligencia debió estar al pendiente de los movimientos del exmilitar y de seguirle los pasos, así como de esperar el momento oportuno para atentar contra su vida.
2. El Movimiento de izquierda Cinchonero no estaba en capacidad de perpetrar este tipo de actos, debido a su pocas posibilidades. Aun teniendo asistencia del FSLN y del FMLN.
3. Había muchos sospechosos en el asesinato del exmilitar, como sus antiguos camaradas de la CIA, oficiales de las FF. AA., políticos, antiguos compañeros suyos en APROH, etc.[11]